# Wilson Soto Palacios
Wilson Soto Palacios (Anta, 29 de noviembre de 1985) es un abogado y político peruano quechua - hablante. Actualmente es congresista de la República, representando a Huancavelica para el periodo 2021-2026.

## Biografía
Wilson Soto Palacios, nació en Anta, Huancavelica; el 29 de noviembre de 1985.
Primeros años y educación: Vivió sus primeros años en el Centro Poblado de Lecclespampa. A los 14 años, se trasladó a Lima para buscar mejores oportunidades. Entre 2002 y 2005, trabajó como lustrabotas en el jirón de la Unión y en los pasillos del Congreso de la República. En 2005, ingresó a laborar en el Congreso, lo que le permitió continuar sus estudios de Derecho en la Universidad César Vallejo. En 2013, obtuvo el grado de bachiller y se tituló como abogado. En 2019, concluyó una maestría en Derecho Constitucional y Derechos Humanos en la Universidad Nacional Mayor de San Marcos.
Carrera política: Inició su actividad en el Congreso en 2010, en el Departamento de Comisiones. En 2021, fue electo congresista por Huancavelica con el partido Acción Popular. Su trayectoria ha sido destacada por su perseverancia, pasando de ser lustrabotas a desempeñar funciones parlamentarias.

## Congresista
En las elecciones generales de 2021, postuló como candidato para ser congresista de la república por Huancavelica y resultó elegido con 7145 votos para el periodo parlamentario 2021-2026.
En el periodo legislativo 2023-2024, el congresista Wilson Soto Palacios fue elegido presidente de la Comisión de Defensa del Consumidor y Organismos Reguladores de los Servicios Públicos. En esta labor, Soto está acompañado por las legisladoras Rosangella Barbarán Reyes (Fuerza Popular) como vicepresidenta, y Adriana Tudela Gutiérrez (Avanza País) como secretaria.
Durante la instalación de la comisión, Soto se comprometió a llevar a cabo una gestión enfocada en la protección de los derechos de los 34 millones de consumidores del Perú. Su enfoque principal es asegurar el bienestar general de los consumidores, quienes son esenciales para el desarrollo económico del país al generar la demanda en el mercado.
Soto destacó la importancia de trabajar en conjunto con organismos como Indecopi y los reguladores de servicios públicos, además de sectores como salud, vivienda, y bancarios, para garantizar la defensa de los consumidores sin perjudicar a los productores. Además, subrayó la necesidad de adaptarse a las nuevas formas de consumo generadas por los avances tecnológicos.
Finalmente, reafirmó su compromiso con la fiscalización responsable de los organismos reguladores, promoviendo siempre el consenso y la equidad en la toma de decisiones.
La Comisión de Defensa del Consumidor, presidida por el congresista Wilson Soto Palacios en el periodo 2023-2024, aprobó 26 dictámenes y logró la promulgación de 7 leyes. Entre las más destacadas están la ley de etiquetado de alimentos sin gluten, la ley de precios de cementerios, y la ley que promueve el acceso a medicamentos genéricos. La comisión también batió récord con 13 audiencias públicas descentralizadas, realizando un activo control político con la participación de diversas instituciones como Indecopi y los organismos reguladores de servicios públicos.
Además de su labor en la Comisión de Defensa del Consumidor, Soto ha tenido un rol clave en la Subcomisión de Acusaciones Constitucionales. Fue el encargado de sustentar la denuncia constitucional contra Pedro Castillo por traición a la patria. También fue delegado de la denuncia constitucional contra los exministros Betssy Chávez, Roberto Sánchez y Willy Huerta por su presunta participación en la crisis política. Además, tuvo a su cargo la denuncia constitucional contra el exjuez César Hinostroza por corrupción.
Entre las leyes impulsadas por Soto destacan la Ley del Seguro para la Agricultura Familiar, aprobada por el Pleno del Congreso, y la Ley del Canon Hídrico. Asimismo, promovió la necesidad de una nueva ley de transporte público para vehículos menores y mototaxis, y la obligatoriedad de la venta de medicamentos genéricos en farmacias. También propuso el proyecto de retorno a la bicameralidad.
En cuanto a su trabajo para la región de Huancavelica, Soto participó activamente en la adjudicación del proyecto del Tren Macho, que representó un logro significativo para la región. También impulsó la construcción del nuevo aeropuerto en Huancavelica, confirmado por el Ministerio de Transportes y Comunicaciones como un avance crucial para el desarrollo regional.
En el ámbito internacional, Soto ha sido elegido como miembro de la Mesa Directiva del Foro de Jóvenes Parlamentarios de la Unión Interparlamentaria (UIP), un reconocimiento a su liderazgo y a su compromiso con la juventud en la política, subrayando la relevancia de las relaciones interparlamentarias para la defensa de los intereses del país.